# 圣西耶达布扎克
圣西耶达布扎克（法語：Saint-Ciers-d'Abzac，法語發音：[sɛ̃ sje dabzak]）是法国吉伦特省的一个市镇，属于利布尔讷区。

## 地理
圣西耶达布扎克（45°1'52"N, 0°16'37"W）面积11.71 平方千米，位于法国新阿基坦大区吉倫特省，该省份为法国西南部沿海省份，是法國本土面积最大的省，北起滨海夏朗德省，西临大西洋，南至朗德省，东南接洛特-加龍省，东临多爾多涅省。
与圣西耶达布扎克接壤的市镇（或旧市镇、城区）包括：加尔贡、马朗桑、佩里萨克、圣马丹迪布瓦、蒂扎克德拉普亚德。

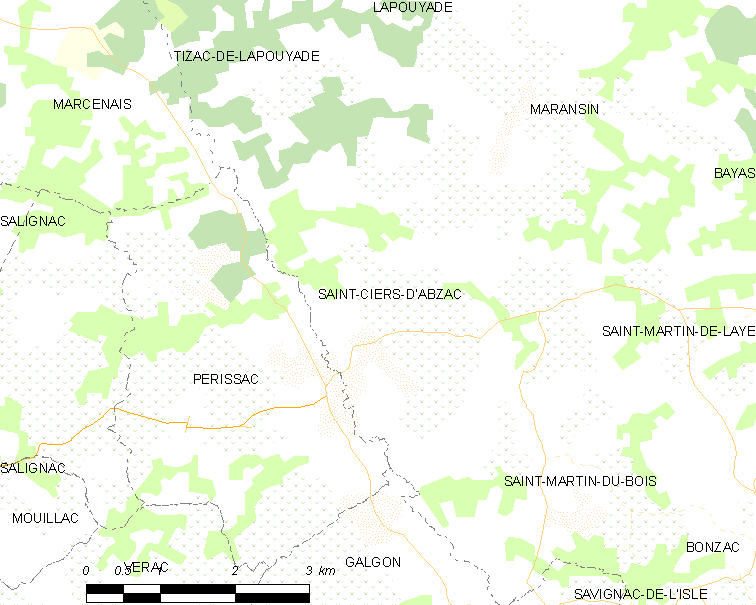
圣西耶达布扎克的OSM定位图

圣西耶达布扎克的时区为UTC+01:00、UTC+02:00（夏令时）。

## 行政
圣西耶达布扎克的邮政编码为33910，INSEE市镇编码为33387。

## 政治
圣西耶达布扎克所属的省级选区为北利布尔奈县。

## 人口

1962-2008年间圣西耶达布扎克人口变化图示

圣西耶达布扎克于2022年1月1日时的人口数量为1528人。